# Cleome schimperi
Cleome schimperi là một loài thực vật có hoa trong họ Màng màng. Loài này được Pax mô tả khoa học đầu tiên năm 1892.